# François Asselineau
François Asselineau (n. 14 septembrie 1957, Paris, Franța) este un funcționar public și om politic francez.
Asselineau a fost activ în Rassemblement pour la France (RPF) și Uniunea pentru o Mișcare Populară (UMP) înainte de a fonda propriul său partid, Union populaire républicaine (UPR), în 2007. Partidul este în favoarea retragerii Franței din UE, zona euro și NATO. Asslineau a participat la alegerile prezidențiale din 2012 și la prezidențiale din 2017, unde a obținut 0,92 la sută în primul tur.
François Asselineau este educat la HEC Paris și ENA.